# Lobo (pomme)
Pour les articles homonymes, voir Lobo.
Espèce
Classification APG III (2009)
Lobo est un cultivar de pommier domestique et par extension le nom de son fruit. 

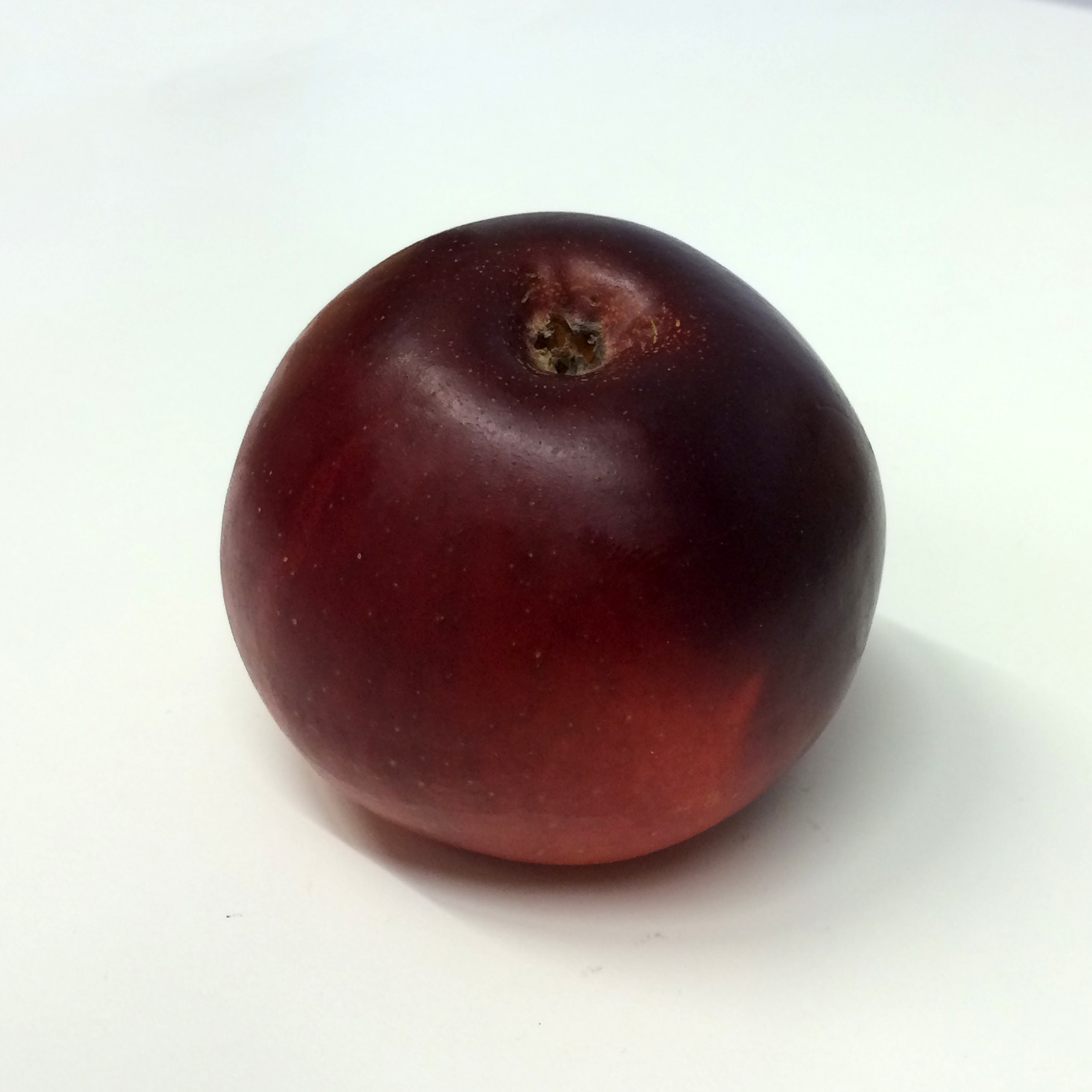
"Lobo" toute rouge.

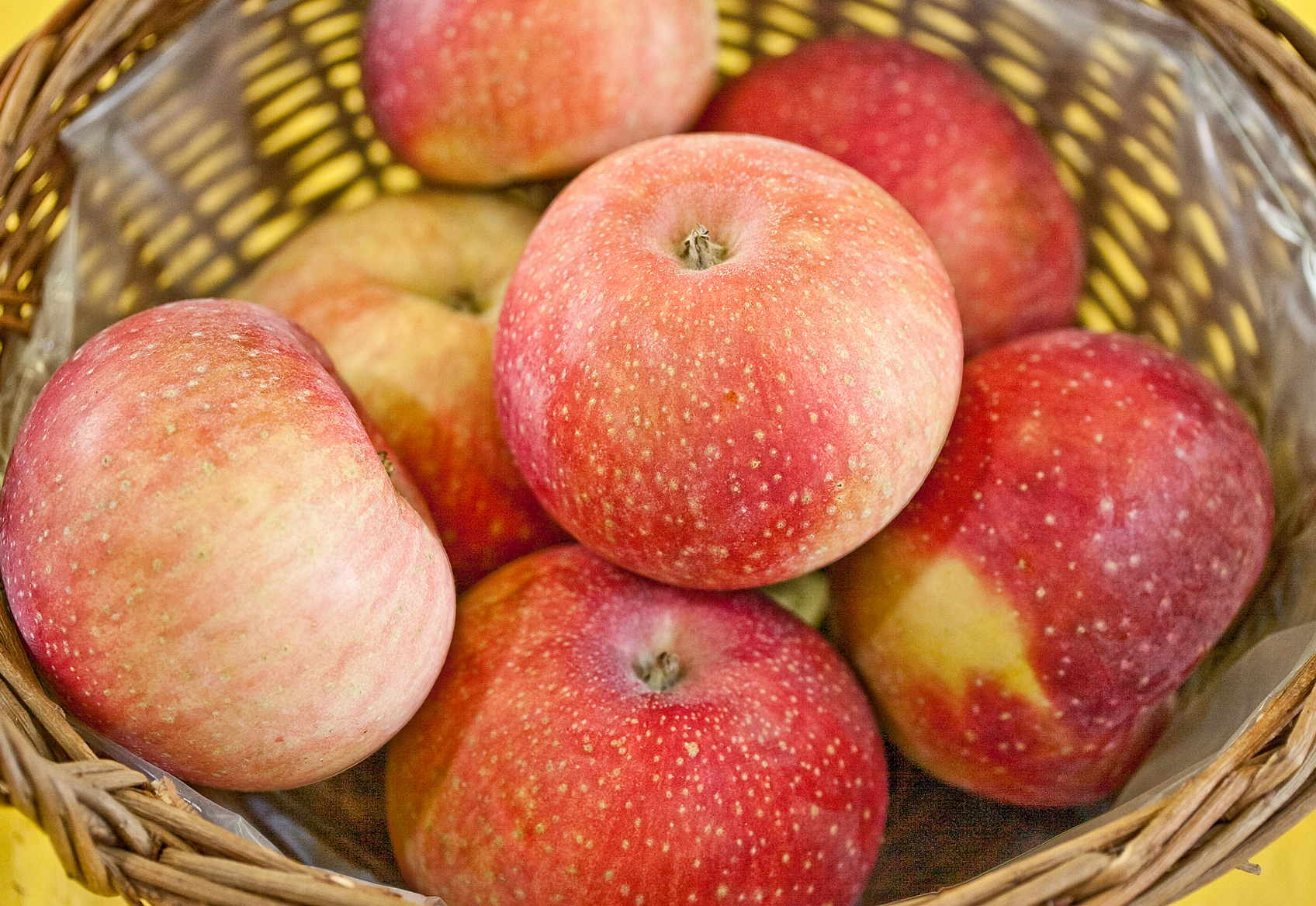
Autres Lobo.

## Origine
Cette variété de pomme a été créée au Canada en 1898 par la station fédérale de recherches agricoles d'Ottawa. Elle a été commercialisée à partir de 1930.

## Description
- Usage : bien que bonne à croquer, elle est recommandée pour les tartes aux pommes car elle a tendance à garder sa forme même après la cuisson.

Cette variété donne des fruits de couleur jaune rayé de rouge, assez gros et irréguliers, ressemblant à la pomme McIntosh.
Sa chair tendre est parfumée et légèrement sucrée.

## Parenté
- Descendante de McIntosh.
- Descendants :
  - Lodel = Lobo × Red Spur Delicious[1].
  - Medea = Lobo × Red Spur Delicious.

## Pollinisation
- Variété diploïde donc, participant à la pollinisation croisée.
- Groupe de floraison: C[2]
- S-génotype:S10S22[3]
- Sources de pollen: Reinette Ananas, Cortland, Empire, Golden Delicious, Grenadier, James Grieve, Belle fleur jaune.

## Culture
- Cueillette: mi-septembre [4]